# Gabrielle Leithaug
Gabrielle Leithaug, née le 10 janvier 1985 à Bergen en Norvège et plus connue sous son nom d'artiste mononyme Gabrielle est une chanteuse électro et dance-pop norvégienne.

## Jeunesse
Elle a vécu 8 ou 9 ans à Hordvik dans l'arrondissement d'Åsane à Bergen. Sa famille a ensuite vécu dans le centre-ville de Bergen pendant un an, avant de déménager à Bønes dans l'arrondissement de Fyllingsdalen.  Elle a fréquenté le lycée de Fyllingsdalen pendant un an, avant de demander son transfert à l'école de la cathédrale de Bergen.
Elle « retourne des steaks » pour la chaîne de restauration rapide Bon Appetit pendant trois ans, et est également agent de nettoyage dans des écoles. Après son lycée Gabrielle Leithaug a travaillé comme animatrice chez Radio-1 pendant un an et demi.
Elle a déménage brièvement à Stavanger avec l'intention de commencer une formation dans le tourisme. Plus tard, elle étudie la musique et notamment le piano à l'institut universitaire du Nord-Trøndelag, aujourd'hui fusionné au sein de l'université Nord.
Elle était membre de la chorale Gospel Bergen.

## Carrière
Gabrielle participe au télé crochet Idol Norge et y décroche la septième place en 2006. Elle tente de nouveau sa chance dans la catégorie moins de 25 ans dans la compétition X-Factor à l'automne 2009, et y obtient également la septième place. Le chanteur de folk rock Bjørn Eidsvåg lui propose alors un duo sur la scène de Grieghallen, la salle hébergeant notamment l'opéra national de Bergen.
Après avoir arrêté d'écrire ses textes en anglais au profit du norvégien, elle obtient un contrat avec Universal, la plus grande maison de disques de Norvège.
En 2011, Gabrielle sort son premier single Ring meg qui a atteint la première place sur la VG-lista et iTunes, est certifié dix fois de platine, devient le single norvégien le plus streamé et vendu de l'année et est nommé pour le Spellemannprisen dans la catégorie "Hit de l'année". Son deuxième single Bordet paru la même année est certifié double disque de platine en Norvège.
Le 2 mars 2012, elle sort son premier album Mildt sagt en CD, vinyle et digital. Il inclut ses 2 premiers singles et 4 nouveaux titres. En 2014, elle obtient le prix Edvard dans la catégorie musique pop pour son album Nattergal et est nommée au prix Bendiksen. Sa chanson 5 fine frøkner est nommée dans la catégorie "Hit de l'année" pour le Spellemannprisen 2014, et comme titre de l'année au P3 Gull 2014. Toujours en 2014, Gabrielle participe au concert de la remise du prix Nobel de la paix.
5 fine frøkner connaît un regain de popularité en janvier 2017 après avoir été utilisé dans un épisode de la série à succès Skam. Toujours en 2017, elle est nommée au P3 Gull comme artiste live de l'année et au Spellemannprisen 2017 dans la catégorie "soliste pop" pour son EP Vekk meg opp.
Gabrielle sort l'album Snart, Gabby en 2019 et décroche alors trois nominations au Spellemannprisen. Cette même année, elle fait ses débuts comme actrice dans la série Hjem til jul (Home for Christmas) produite par Netflix où elle joue la meilleure amie du personnage principal, Johanne.

## Philanthropie
Elle est ambassadrice de bonne volonté de Kirkens Nødhjelp, une organisation humanitaire traditionnellement liée à l'Église de Norvège. Elle rend à ce titre visite à des réfugiés syriens au Liban en 2014.

## Vie privée
Gabrielle explique dans une interview à VG en 2012 qu'elle a vécu de nombreuses ruptures, mais que c'est probablement sa première, à environ 19 ans, qui l'a le plus profondément marquée. Dans une autre interview, elle justifie son déménagement à Stavanger par une histoire d'amour. Toujours en 2012, elle déclare à Dagbladet ne pas souhaiter être en couple car ce serait la fin de sa créativité musicale. Elle entretient depuis le mystère sur sa vie sentimentale.
Gabrielle est issue d'une famille chrétienne, et elle-même croyante. En 2012, elle révèle que ses tatouages incluent un verset de la bible sur la poitrine, mais refuse d'assumer le "rôle de porte-parole des artistes chrétiens".
Gabrielle Leithaug a trois sœurs et un frère. Elle est aussi la nièce de la chanteuse et compositrice Solveig Leithaug.

## Discographie

### Albums
| Titre        | An   | Position |
| Titre        | An   | NOR      |
| ------------ | ---- | -------- |
| Mildt Sagt   | 2012 | 4        |
| Snart, Gabby | 2019 | 5        |

### Singles
| Année | Single                          | Position maximale | Position maximale | Position maximale | Certifications                | Album             |
| Année | Single                          | NOR               | DEN               | SWE               | Certifications                | Album             |
| ----- | ------------------------------- | ----------------- | ----------------- | ----------------- | ----------------------------- | ----------------- |
| 2011  | Ring meg                        | 1                 | -                 | -                 | NOR: 10 Platine               | Mildt Sagt        |
| 2011  | Bordet                          | 7                 | -                 | -                 | NOR: 2 × Platine              | Mildt Sagt        |
| 2012  | Inn i deg                       | -                 | -                 | -                 |                               | Mildt Sagt        |
| 2012  | Høster                          | -                 | -                 | -                 |                               | Mildt Sagt        |
| 2012  | Mildt sagt                      | -                 | -                 | -                 |                               | Mildt Sagt        |
| 2012  | Løkken                          | -                 | -                 | -                 |                               | Mildt Sagt        |
| 2013  | Regn fra blå himmel             | -                 | -                 | -                 |                               | Nattergal - Kap 1 |
| 2013  | #Sitterher                      | -                 | -                 | -                 |                               | Nattergal - Kap 1 |
| 2014  | 5 fine frøkner                  | 7                 | 37                | 4                 | NOR: 3 × Platine SWE: Platine | non-album singles |
| 2014  | Ti kniver (avec Thomas Eriksen) | -                 | -                 | -                 |                               | non-album singles |
| 2015  | Mer                             | -                 | -                 | -                 |                               | non-album singles |
| 2015  | Mellom skyene                   | -                 | -                 | -                 |                               | non-album singles |
| 2015  | De beste                        | -                 | -                 | -                 |                               | non-album singles |
| 2017  | Vekk meg opp                    | -                 | -                 | -                 |                               | non-album singles |
| 2017  | Venter                          | -                 | -                 | -                 |                               | non-album singles |
| 2017  | September                       | -                 | -                 | -                 |                               | non-album singles |
| 2017  | Kyrie                           | -                 | -                 | -                 |                               | non-album singles |
| 2017  | Du går fri                      | -                 | -                 | -                 |                               | non-album singles |
| 2017  | Nye joggesko                    | -                 | -                 | -                 |                               | non-album singles |

## Prix
| Année | Prix             | Catégorie               | Œuvre          | Résultat | Ref.   |
| ----- | ---------------- | ----------------------- | -------------- | -------- | ------ |
| 2011  | Spellemannprisen | Hit de l'année          | Ring meg       | Nommée   | [ 10 ] |
| 2011  | Spellemannprisen | Innovatrice de l'année  | -              | Nommée   | [ 10 ] |
| 2012  | Spellemannprisen | Débutante de l'année    | Mild sagt      | Nommée   | [ 10 ] |
| 2014  | Edvard-prisen    | Musique pop             | Nattengal      | Victoire | [ 11 ] |
| 2014  | Bendiksenprisen  | Artiste                 | -              | Nommée   | [ 12 ] |
| 2014  | P3 Gull          | Titre de l'année        | 5 fine frøkner | Nommée   | [ 13 ] |
| 2014  | Spellemannprisen | Hit de l'année          | 5 fine frøkner | Nommée   | [ 2 ]  |
| 2017  | P3 Gull          | Artiste live de l'année | -              | Nommée   | [ 16 ] |
| 2017  | Spellemannprisen | Soliste pop             | Vekk meg opp   | Nommée   | [ 17 ] |
| 2019  | Spellemannprisen | Album de l'année        | Snart, Gabby   | Nommée   | [ 26 ] |
| 2019  | Spellemannprisen | Artiste pop             | Snart, Gabby   | Nommée   | [ 27 ] |
| 2019  | Spellemannprisen | Compositrice de l'année | Snart, Gabby   | Nommée   | [ 28 ] |